# Gina Lynn
Gina Lynn (født Tanya Mercado 15. februar 1974 i Mayagüez, Puerto Rico), er en pornoskuespiller. Hun har også medvirket i musikvideoer.

## Priser
- 2005 – AVN Award – Bedste udgivelse Gina Lynn's Darkside
- 2008 – F.A.M.E. Award – Favorit
- 2010 – AVN Hall of Fame